# Dieter Vanthourenhout
Dieter Vanthourenhout (Brugge, 20 juni 1985) is een Belgisch eliteveldrijder uit Wingene. Hij is de oudere broer van Michael Vanthourenhout, en een neef van Sven Vanthourenhout.

## Palmares
| Seizoen   | Wereldbeker | Superprestige | DVV Trofee | WK  | EK  | BK  | Overige                  | Totaal aantal zeges |
| --------- | ----------- | ------------- | ---------- | --- | --- | --- | ------------------------ | ------------------- |
| 2007-2008 |             |               |            | 30e |     | 7e  |                          | 0                   |
| 2008-2009 |             |               |            | ND  |     | 7e  | Contern                  | 1                   |
| 2009-2010 |             |               |            | ND  |     | 5e  | Bredene                  | 1                   |
| 2010-2011 |             |               |            | ND  |     | 8e  | Harderwijk               | 1                   |
| 2011-2012 |             |               |            | ND  |     | 6e  |                          | 0                   |
| 2012-2013 |             |               |            | ND  |     | DNF |                          | 0                   |
| 2013-2014 |             |               |            | ND  |     | 6e  |                          | 0                   |
| 2014-2015 |             |               |            | ND  |     | ND  | Lorsch                   | 0                   |
| 2015-2016 |             |               |            |     | 22e |     | Illnau, Contern, Bredene | 3                   |
| 2016-2017 |             |               |            | 43e |     |     | Lebbeke                  | 1                   |
| 2017-2018 |             |               |            |     |     |     | Leudelange               | 1                   |

## Ploegen
- 2007- Style & Concept-Easypay
- 2008- Palmans-Cras
- 2009- BKCP-Powerplus
- 2010- BKCP-Powerplus
- 2011- BKCP-Powerplus
- 2012- BKCP-Powerplus
- 2013- BKCP-Powerplus
- 2014- Sunweb-Napoleon Games Cycling Team
- 2015- Sunweb-Napoleon Games Cycling Team
- 2016- Marlux-Napoleon Games